# شیخ حسن آقازاده
شیخ حسن آقازاده از سیاستمداران ایرانی بود، که در  دوره سوم  بعنوان نماینده دماوند در مجلس شورای ملی حضور داشت.